# Kunreuth (Presseck)
Kunreuth ist ein Gemeindeteil des Marktes Presseck im Landkreis Kulmbach (Oberfranken, Bayern). Kunreuth liegt in der Gemarkung Schwand.

## Geografie
Das Dorf liegt südlich des Kunreuther Berges (630 m ü. NHN), einer Anhöhe des Frankenwaldes. Westlich des Ortes entspringt die Zettlitz. Die Kreisstraße KU 25 führt nach Presseck zur Staatsstraße 2195 (1,7 km südöstlich) bzw. nach Reichenbach (2,5 km nordwestlich).

## Geschichte
Kunreuth wurde als Waldhufendorf angelegt. In einem Tauschvertrag des Eberhard II. von Otelingen, der von 1146 bis 1170 Bischof von Bamberg war, wurde der Ort als „Cuonenreuth“ erstmals urkundlich erwähnt. 1414 lag der Ort wüst und wurde erst 1433 wieder bewohnt.
Gegen Ende des 18. Jahrhunderts bestand Kunreuth aus 11 Anwesen (4 Höfe, 7 Güter). Das Hochgericht übte das bambergische Centamt Stadtsteinach aus. Die Dorf- und Gemeindeherrschaft hatte das Amt Stadtsteinach. Das Kastenamt Stadtsteinach war Grundherr sämtlicher Anwesen.
Mit dem Gemeindeedikt wurde Kunreuth dem 1808 gebildeten Steuerdistrikt Schwand und der im gleichen Jahr gebildeten Ruralgemeinde Schwand zugewiesen. Am 1. Januar 1974 wurde Kunreuth im Rahmen der Gebietsreform in die Gemeinde Presseck eingegliedert.

### Baudenkmäler
- Haus Nr. 12 Kleinhaus

- Haus Nr. 3: Eingeschossiges Wohnstallhaus mit Satteldach; südliche Langseite und zwei Drittel der vorderen Stirnfront verschieferter Blockbau des 18. Jahrhunderts, die nördliche Langseite und der Stall massiv erneuert, wohl im frühen 19. Jahrhundert; Eingang mit hölzernen Laube unter Schleppdach.[9] Das Haus listete Karl-Ludwig Lippert in dem Buch Landkreis Stadtsteinach von 1964 mit seiner ursprünglichen Hausnummer als Kunstdenkmal auf. Es ist in der Denkmalschutzliste nicht aufgeführt, da es entweder nicht aufgenommen, abgebrochen oder stark verändert wurde.

### Einwohnerentwicklung
| Jahr      | 001818 | 001819 | 001861 | 001871 | 001885 | 001900 | 001925 | 001950 | 001961 | 001970 | 001987 |
| Einwohner |        | 79     | 128    | 111    | 111    | 101    | 102    | 123    | 77     | 80     | 59     |
| Häuser    | 11     |        |        |        | 15     | 16     | 14     | 14     | 15     |        | 16     |
| Quelle    | [ 7 ]  | [ 11 ] | [ 12 ] | [ 13 ] | [ 14 ] | [ 15 ] | [ 16 ] | [ 17 ] | [ 18 ] | [ 19 ] | [ 1 ]  |

## Religion
Kunreuth ist katholisch geprägt. Die Katholiken waren ursprünglich nach St. Bartholomäus (Wartenfels) gepfarrt, seit der zweiten Hälfte des 20. Jahrhunderts sind sie nach St. Petrus Canisius (Presseck) gepfarrt. Die evangelische Minderheit gehört zur Pfarrei Heilige Dreifaltigkeit (Presseck).